# Гедройц, Юзеф Арнульф
Князь Юзеф Арнульф Гедройц (1754—1838) — епископ жемайтийский; публицист, просветитель и переводчик; член Российского библейского общества.

## Биография
Юзеф Арнульф Гедройц родился 24 июля 1754 года в имении Коссаковщина (лит. Kamaraučizna) близ Вильны в семье потомка древнего литовского княжеского рода ротмистра войск литовских князя Яна.

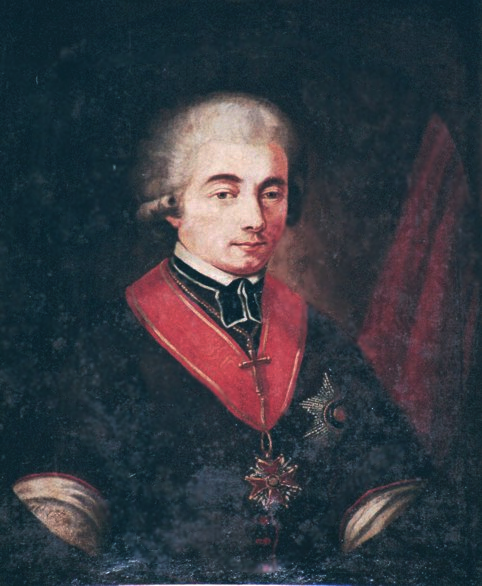
Князь Юзеф Арнульф Гедройц

В 1771 году он поступил в Виленскую духовную семинарию и ещё во время пребывания там, при поддержке именитого дяди, получил звание каноника инфлянтского.
В 1781 году Гедройц был посвящён в капелланы с назначением плебаном в Лажев и уехал в Рим для получения дальнейшего образования. Прожив там до 1785 года, путешествовал по Италии и Франции, год пробыл в Париже и через Голландию и Германию вернулся на родину.
После возвращения из-за границы он был назначен в 1786 году схоластиком жемайтским, в 1788 году — первым прелатом и архидиаконом жемайтским и в 1790 году — коадъютором своего дяди, епископа жемайтского князя Яна Стефана Гедройца, и епископом Ортозийским «in partibus infidelium». В этом же году он был награждён польским орденом Святого Станислава.
В 1795 году Юзеф Арнульф Гедройц ездил в Санкт-Петербург в качестве делегата от духовенства и обывателей княжества жемайтского и получил от Екатерины II бриллиантовый крест. В 1801 году, по смерти своего дяди, сделался епископом жемайтским. В 1829 году он был награждён орденом Святой Анны 1-й степени.
Будучи членом Российского библейского общества, он, вопреки традициям римской католической церкви, не желающей делать Священное Писание доступным для народа, он, при поддержке могилевского архиепископа Станислава Богуш-Сестренцевича перевел Новый Завет на литовский язык, посвятил свой перевод Александру І и напечатал за свой счёт. Перевод этот, не вполне соответствующий Вульгате, навлек на Гедройца порицание и выговор папы римского и был изъят из обращения.
Поддержал восстание на территории Польши и Литвы.
Князь Юзеф Арнульф Гедройц умер 17 июля 1838 года в Ольсядах (лит. Alsėdžiai) и был погребен в Ворнах, в усыпальнице жемайтских епископов.
В конце XIX — начале XX века на страницах Русского биографического словаря под редакцией А. А. Половцова говорилось: «Кн. Г. принадлежит к числу замечательных литовских деятелей. Когда Литва перешла под власть России, он учил словом и примером, что духовная и умственная деятельность и народное просвещение на Литве должны исходить от образованных литвинов, и до самой смерти был занят изысканием средств к просвещению жемайтского народа: основывал приходские школы, уездные училища и гимназии…»